# Encephalartos aplanatus
Encephalartos aplanatus Vorster, 1996 è una pianta appartenente alla famiglia delle Zamiaceae, diffusa nello Swaziland.
Il suo nome specifico derva dal latino, e significa "non piatto" per via delle foglioline ondulate.

## Descrizione
È una pianta acaule.
Ogni pianta possiede 2-8 foglie lunghe 350 cm, di colore verde scuro, a portamento eretto da giovane, mentre invecchiando tendono ad assumere una posizione orizzontale. Le foglioline, lunghe 30 cm e lanceolate, hanno i margini dentati e sono inserite sul rachide in modo opposto con un angolo di 150-180º. Il picciolo è dotato di piccole spine.
È una specie dioica, con coni maschili fusiformi, di colore giallo, lunghi 60 cm e larghi 8–10 cm. I coni femminili, dello stesso colore, hanno una forma ovoidale, sono lunghi 40 cm e hanno un diametro di 12 cm. Entrambi compaiono a gennaio, vale a dire in piena estate nell'emisfero boreale. Tanto i macrosporofilli, quanto i microsporofilli hanno una superficie piatta, liscia e glabra.
I semi sono lunghi 25 mm e sono ricoperti da un tegumento di colore rosso.

## Distribuzione e habitat
L'areale di questa specie comprende la parte nord-orientale dello Swaziland, in particolare a nord di Siteki.
Queste piante crescono ad un'altitudine compresa tra 100 e 600 m s.l.m. L'habitat tipico è quelle delle foreste decidue asciutte.

## Conservazione
La IUCN Red List classifica E. aplanatus come specie vulnerabile. Si stima che la popolazione residua comprenda ancora almeno 2 000 esemplari. La principale minaccia è costituita dalla raccolta indiscriminata.
La specie è inserita nella Appendice I della Convention on International Trade of Endangered Species (CITES)